# Тишнер, Юзеф
Юзеф Станислав Тишнер (пол. Józef Stanisław Tischner); (12 марта 1931 ― 28 июня 2000) ― польский священник, философ и публицист.
Первый капеллан профсоюза Солидарность, он был исключительным нравственным авторитетом и одним из самых уважаемых общественных деятелей в польском обществе во время и после антикоммунистических выступлений.

## Биография
Юзеф Тишнер родился в городе Старый Сонч в семье гуралей и вырос в деревне Лопушна на юго-востоке Польши. Учился в Ягеллонском университете в Кракове. В 1970-е годы Тишнер, будучи публицистом, приобрёл популярность среди оппозиционных кругов. В 1980-х годах он считался полуофициальным духовником движения Солидарность. Его деятельность поддерживал лично папа римский Иоанн Павел II.
После падения коммунистического режима в 1989 году Тишнер продолжал проповедовать важность этики в новой капиталистической Польше. В сентябре 1999 года ему был вручен Орден белого Орла, высшая награда Польши.
Тишнер до сих пор остаётся противоречивой фигурой в среде польских правых и католического епископата. Он часто подвергал критике религиозность поляков, называя её «плоской, как блин», а также обвинял польское духовенство в крайнем консерватизме, вовлеченности в политику и антисемитизме. Входил в программный совет либеральной партии Уния Свободы.
Член польского научного сообщества Collegium Invisibile в качестве профессора философии.
Юзеф Станислав Тишнер умер в Кракове 28 июня 2000 года.

## Публикации
Тишнер написал и опубликовал более 600 статей и книг.
Основные его работы, где он разъясняет свои философские концепции, это:
- Философия драмы (Filozofia dramatu) (1998)
- Спор о существовании человека (Spór о istnienie człowieka) (1998)

Самая заметная его работа о народе гуралей:
- Гуральская история философии (Historia filozofii po góralsku) (1997)

## Переводы на русский язык
- Избранное / [Пер. с пол.: Е. С. Твердислова]. — М. : РОССПЭН, 2005.
  - Т. 1: Мышление в категориях ценности. — 430, [1] с. ISBN 5-8243-0527-7
  - Т. 2: Философия драмы. — 484, [3] с. ISBN 5-8243-0529-3